# Atlético Olympic FC
Atlético Olympic Football Club is een Burundese voetbalclub uit de hoofdstad Bujumbura. Ze spelen in de Premier League, de hoogste voetbaldivisie van Burundi. De club werd reeds tweemaal landskampioen, in 2004 en 2011.

## Erelijst
Landskampioen
in 2004, 2011
Beker van Burundi
Winnaar in 2000